# USS St. Louis (CL-49)
USS St. Louis (CL-49) là một tàu tuần dương hạng nhẹ của Hải quân Hoa Kỳ, chiếc dẫn đầu cho phân lớp St.Louis của lớp Brooklyn, và là chiếc tàu chiến thứ năm của Hải quân Mỹ được đặt cái tên này, theo tên theo thành phố St. Louis tại tiểu bang Missouri. Trong Chiến tranh Thế giới thứ hai, nó đang có mặt tại Trân Châu Cảng khi Hải quân Nhật Bản tập kích căn cứ hải quân tại đây, nhưng nó thoát ra an toàn và không bị thiệt hại. St. Louis phục vụ cho đến hết chiến tranh tại Mặt trận Thái Bình Dương, xuất biên chế năm 1946, rồi được chuyển cho Hải quân Brazil vào năm 1951 như là chiếc Almirante Tamandaré. Nó ngừng hoạt động năm 1976, và bị chìm lúc đang được kéo đi tháo dỡ vào năm 1980. St. Louis được tặng thưởng mười một Ngôi sao Chiến trận do thành tích phục vụ trong Thế Chiến II.

## Thiết kế và chế tạo
Khác biệt chính của phân lớp St. Louis so với lớp dẫn trước Brooklyn là dàn pháo đa dụng có nó là kiểu hải pháo 5 inch/38 caliber tiên tiến, có hiệu quả vượt trội trong chiến tranh phòng không.
St. Louis được đặt lườn tại xưởng tàu của hãng Newport News Shipbuilding ở Newport News, Virginia vào ngày 10 tháng 12 năm 1936. Nó được hạ thủy vào ngày 15 tháng 4 năm 1938, được đỡ đầu bởi cô Nancy Lee Morrill, và được cho nhập biên chế vào ngày 19 tháng 5 năm 1939 dưới quyền chỉ huy của hạm trưởng, Đại tá Hải quân Charles H. Morrison.

## Lịch sử hoạt động

### Trước chiến tranh
Được trang bị và đặt căn cứ tại Norfolk, St. Louis hoàn tất việc chạy thử máy vào ngày 6 tháng 10 năm 1939, rồi tiến hành các hoạt động Tuần tra Trung lập, vốn trong 11 tháng tiếp theo đã đưa nó từ Tây Ấn đến Bắc Đại Tây Dương. Ngày 3 tháng 9 năm 1940, nó ra khơi cùng với một ủy ban thị sát trên tàu để đánh giá các địa điểm tiềm năng, từ Newfoundland cho đến Guiana thuộc Anh, có thể xây dựng các căn cứ hải quân và không quân, một cuộc đánh đổi với những tàu khu trục được chuyển cho Chính phủ Anh trong chiến tranh. Nó quay trở về Norfolk vào ngày 27 tháng 10.
St. Louis lên đường đi sang Thái Bình Dương vào ngày 9 tháng 11. Băng qua kênh đào Panama năm ngày sau đó, St. Louis đi đến Trân Châu Cảng vào ngày 12 tháng 12. Nó tham gia các cuộc cơ động hạm đội và tiến hành các cuộc tuần tra trong mùa Đông 1940-1941, rồi đi đến California cho một đợt đại tu tại Xưởng hải quân Mare Island. Nó quay trở về Trân Châu Cảng vào ngày 20 tháng 6 tiếp nối các hoạt động tại vùng biển Hawaii.
Hai tháng sau, St. Louis đi về phía Tây cùng các tàu tuần dương khác của Lực lượng Chiến trận, tuần tra trong khu vực giữa Wake, Midway và Guam, rồi thẳng đến Manila trước khi quay trở về Hawaii vào cuối tháng 9. Nó đi vào Xưởng hải quân Trân Châu Cảng để bảo trì vào ngày 28 tháng 9 năm 1941.

### Mở màn Chiến tranh Thế giới thứ hai
Ngày 7 tháng 12 năm 1941, St. Louis neo tại bến tàu Southeast Lock vào lúc mà Hải quân Nhật Bản tấn công Trân Châu Cảng. Lúc 07 giờ 56 phút, trinh sát viên bên trên St. Louis nhìn thấy máy bay Nhật; trong vòng vài phút, con tàu bước vào trực chiến, và các khẩu pháo phòng không nổ súng vào các kẻ tấn công. Đến 08 giờ 06 phút, việc chuẩn bị để khởi hành được bắt đầu. Khoảng 08 giờ 20 phút, một khẩu đội trên tàu bắn rơi một máy bay ném ngư lôi đối phương; đến 09 giờ 00, có thêm hai chiếc khác bị bắn rơi. Lúc 09 giờ 31 phút, St. Louis di chuyển khỏi bến hướng đến luồng phía Nam để ra biển. 15 phút sau, toàn bộ các khẩu pháo 6 in (150 mm) của nó, vốn bị cắt đứt đường cấp điện, hoạt động trở lại.
Khi chiếc tàu tuần đương di chuyển trong luồng ra vào cảng, nó trở thành mục tiêu của một tàu ngầm bỏ túi đối phương. Tuy nhiên, quả ngư lôi của nó phát nổ tại một bãi đá ngầm cách con tàu 200 yd (180 m). Các tàu khu trục sau đó tấn công nó bằng mìn sâu trong khi St. Louis tiếp tục tiến ra biển tham gia vào lực lượng truy tìm hạm đội Nhật Bản. Không tìm thấy đối phương, lực lượng tìm kiếm quay trở về Trân Châu Cảng vào ngày 10 tháng 12. Do được bình an vô sự trong cuộc tấn công, con tàu được mang tên lóng "Lucky Lou".

### 1942
Vào ngày 6 tháng 1 năm 1942, St. Louis khởi hành từ San Francisco cùng với Lực lượng Đặc nhiệm 17, được hình thành chung quanh chiếc tàu sân bay Yorktown, để hộ tống các tàu vận chuyển đưa lực lượng viễn chinh Thủy quân Lục chiến đến Samoa tăng cường cho việc phòng thủ tại đây. Trong các ngày 20-24 tháng 1, nhóm của Yorktown bảo vệ cho đổ tàu tại Pago Pago, rồi thực hiện các cuộc không kích xuống Marshall và Gilbert trước khi quay trở về Trân Châu Cảng vào ngày 7 tháng 2.
Sau khi quay trở lại Trân Châu Cảng, St. Louis làm nhiệm vụ hộ tống các đoàn tàu vận tải đi lại giữa Hawaii và California. Vào mùa Xuân, sau một chuyến đi đến New Hebrides, nó hộ tống chiếc tàu khách President Coolidge đưa Tổng thống Philippines Quezon đi đến bờ Tây, đến San Francisco vào ngày 8 tháng 5. Ngày hôm sau, nó lại lên đường hướng sang Trân Châu Cảng. Tại đây, nó chuyển sang một đội tăng cường chuyển binh lính và máy bay của Thủy quân Lục chiến đến bổ sung cho Midway nhằm ngăn cản một nỗ lực của Nhật Bản muốn chiếm lấy tiền đồn quan trọng này. Vào ngày 25 tháng 5, nó di chuyển lên phía Bắc như một đơn vị của Lực lượng Đặc nhiệm 8 để tăng cường việc phòng thủ quần đảo Aleut.
Ngày 31 tháng 5, St. Louis đi đến đảo Kodiak, được tiếp nhiên liệu, rồi tuần tra tại khu vực phía Nam bán đảo Alaska. Cho đến tháng 7, nó tiếp tục nhiệm vụ tuần tra, mở rộng hơn về phía Tây để ngăn chặn tàu bè đối phương. Ngày 3 tháng 8, nó hướng đến Kiska cho nhiệm vụ bắn phá bờ biển đầu tiên. Bốn ngày sau, nó bắn phá hòn đảo do đối phương chiếm giữ, rồi quay trở về Kodiak vào ngày 11 tháng 8. Sau nhiệm vụ này, nó tiếp tục tuần tra tại khu vực Aleut, hỗ trợ cho việc đổ bộ lực lượng Đồng Minh lên đảo Adak. Ngày 25 tháng 10, nó quay về California ngang qua Dutch Harbor cho một đợt đại tu tại Xưởng hải quân Mare Island.

### 1943
Ngày 4 tháng 12 năm 1942, St. Louis rời San Francisco cùng các tàu vận chuyển hướng đến New Caledonia. Đưa đoàn tàu vận tải đến điểm thả neo tại Nouméa an toàn vào ngày 21 tháng 12, nó chuyển sang Espiritu Santo, New Hebrides, để tiếp tục đi đến quần đảo Solomon. Trong tháng 1 năm 1943, nó tiến hành các hoạt động bắn phá các căn cứ không lực Nhật Bản tại Munda và Kolombangara; và trong năm tháng tiếp theo sau, tiếp nối nhiệm vụ tuần tra và bắn phá tại "Cái Khe" thuộc khu vực trung tâm quần đảo Solomons trong nỗ lực ngăn chặn các đoàn "Tốc hành Tokyo": những chuyến đi vận chuyển tốc độ cao bằng tàu khu trục của Nhật vào ban đêm nhằm tiếp tế và tăng viện cho lực lượng trú đóng Nhật Bản trên các đảo.
Không lâu sau nữa đêm ngày 4-5 tháng 7, St. Louis tham gia vào việc bắn phá Vila và Bairoko Harbor, New Georgia. Sau đó lực lượng của nó, Hải đội Tuần dương 9 cùng Hải đội Khu trục 21 theo hộ tống, rút lui về phía Tulagi để tiếp tế trong khi binh lính được cho đổ bộ lên Rice Anchorage. Tuy nhiên, vào sáng sớm ngày 6 tháng 7, lực lượng phát hiện và đụng độ với mười tàu khu trục đối phương đang hướng đến Vila với lực lượng tăng viện trên tàu. Trong Trận chiến vịnh Kula diễn ra sau đó, tàu tuần dương chị em Helena và hai tàu đối phương bị đánh chìm.

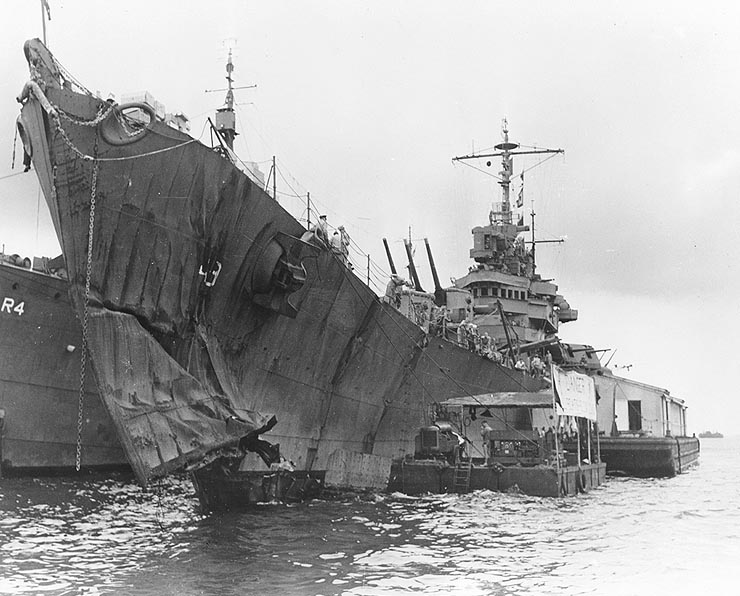
St. Louis sau Trận Kolombangara, với mũi tàu bị hư hại do ngư lôi

Sáu đêm sau, được tăng cường Hải đội Khu trục 12, Lực lượng Đặc nhiệm 18 di chuyển ngược lên "Cái Khe" từ Tulagi, và sau 01 giờ 00 ngày 13 tháng 7 đã đối đầu với một lực lượng đối phương bao gồm tàu tuần dương Jintsu và năm tàu khu trục trong Trận Kolombangara. Trong trận chiến kéo dài một giờ, Jintsu và tàu khu trục Gwin bị đánh chìm, các tàu tuần dương Leander, Honolulu và St. Louis bị hư hại. Nó trúng phải một quả ngư lôi ở phía trước làm xoắn mũi tàu, nhưng không gây thương vong nào nghiêm trọng.
St. Louis quay trở lại Tulagi vào xế trưa ngày 13 tháng 7; từ đây, nó đi đến Espiritu Santo để sửa chữa tạm thời, rồi di chuyển về phía Đông, đi đến Xưởng hải quân Mare Island để hoàn tất việc sửa chữa. Đến giữa tháng 11, nó quay trở lại khu vực Solomon, và trong các ngày 20-25 tháng 11 đã hỗ trợ cho cuộc chiến đấu của Thủy quân Lục chiến trên đảo Bougainville. Đến tháng 12, nó quay trở lại đảo này bắn phá các điểm tập trung quân đối phương.

### 1944-1945
Vào tháng 1 năm 1944 chuyển xuống phía Nam bắn phá các căn cứ đối phương tại quần đảo Shortland. Sau đó, nó quay trở lại Bougainville bảo vệ cho cuộc đổ bộ lực lượng tăng cường tại mũi Torokina. Vào ngày 10 tháng 1 năm 1944, St. Louis quay trở lại đảo Florida. Đến tháng 2, nó di chuyển lên phía Tây Bắc, lần này đến phía cực Bắc của Solomon và Bismarck. Vào ngày 13 tháng 2, nó đi đến khu vực giữa Buka và eo biển St. George để hỗ trợ cho các hoạt động đổ bộ xuống quần đảo Green ngoài khơi đảo New Ireland.
Lúc 18 giờ 55 phút ngày 14 tháng 1, sáu máy bay ném bom bổ nhào Aichi D3A "Val" được phát hiện đang tiến đến gần nhóm của St. Louis. Đi vượt qua phía đuôi các con tàu, máy bay đối phương hướng về phía Đông Nam trước khi quay vòng trở lại. Chỉ có năm chiếc còn lại trong đội hình tấn công, vốn tách thành hai nhóm, và hai chiếc hướng đến St. Louis. Chiếc thứ nhất ném ba quả bom, tất cả đều bị trượt; chiếc thứ hai ném thêm ba quả bom nữa, hai quả suýt trúng phía đuôi bên mạn trái và một quả đánh trúng chiếc tàu tuần dương. Quả bom đã xuyên thủng phòng tiếp đạn pháo 40 mm gần tháp pháo số 6, và phát nổ ở ngăn sinh hoạt giữa tàu, khiến 23 người thiệt mạng và 20 người khác bị thương, trong đó 10 người bị thương nặng. Đám cháy phát sinh từ ngăn sinh hoạt được dập tắt. Cả hai chiếc thủy phi cơ trinh sát của nó trở nên vô dụng, hệ thống thông gió bị hư hại, và liên lạc đến phòng động cơ phía sau bị gián đoạn. Chiếc tàu tuần dương phải giảm tốc độ xuống còn 18 kn (21 mph; 33 km/h). Sang ngày 15 tháng 1, nó sống sót qua một cuộc không kích khác, rồi được lệnh quay trở lại vịnh Purvis.
Công việc sửa chữa nó hoàn thành vào cuối tháng, và vào tháng 3, St. Louis tiếp tục hoạt động cùng hải đội của nó. Trong suốt tháng 5, nó ở lại khu vực Solomon. Vào ngày, nó di chuyển về phía Bắc đến khu vực quần đảo Marshall, nơi mà vào ngày 10 tháng 6, nó di chuyển đến quần đảo Mariana cùng với Lực lượng Đặc nhiệm 52, lực lượng sẽ tấn công đổ bộ lên Saipan. Bốn ngày sau, nó đi đến ngoài khơi phía Nam Saipan; vào ngày 15 tháng 6, nó bắn phá khu vực Charan Kanoa, rút lui khi cuộc đổ bộ tiến hành, rồi quay trở lại để bắn pháo hỗ trợ và bắn các mục tiêu phát sinh. Nó tiến về phía Nam vào ngày 16 tháng 6 để bắn phá khu vực bãi Asan tại Guam. Sau đó nó quay trở lại Saipan, và vào ngày 17 tháng 6 chuyển sang khu vực phía Bắc hòn đảo nơi nó ở lại trong suốt thời gian diễn ra Trận chiến biển Philippine. Ngày 22 tháng 6, nó quay trở lại Saipan, và sau hai ngày bảo vệ cho đội tiếp nhiên liệu, nó tiếp tục đi đến khu vực Marshall.
Vào ngày 14 tháng 7 năm 1944, St. Louis lại hướng đến khu vực Mariana. Ngày hôm sau, nó bị hư hại chân vịt số 3 và bị mất một đoạn 39 ft (12 m) trục đuôi. Tuy nhiên, chỉ hai ngày sau, nó đi đến khu vực ngoài khơi Guam theo như kế hoạch; và vào xế trưa đã bảo vệ cho công việc của các đội phá hoại dưới nước chuẩn bị các bãi đổ bộ. Việc bắn phá chuẩn bị được tiếp nối, và sau khi việc đổ bộ diễn ra vào ngày 21 tháng 7, nó tiếp tục bắn pháo hỗ trợ và bắn pháo theo yêu cầu. Ngày 29 tháng 7, St. Louis rời khu vực Marianas đi đến Trân Châu Cảng, và tiếp tục đi đến California để đại tu. Vào giữa tháng 10, nó quay trở lại Hawaii, tiến hành huấn luyện cho đến cuối tháng, rồi băng qua suốt Thái Bình Dương, ngang qua Ulithi và Kossol Roads hướng đến Philippines, đi đến vịnh Leyte vào ngày 16 tháng 11.

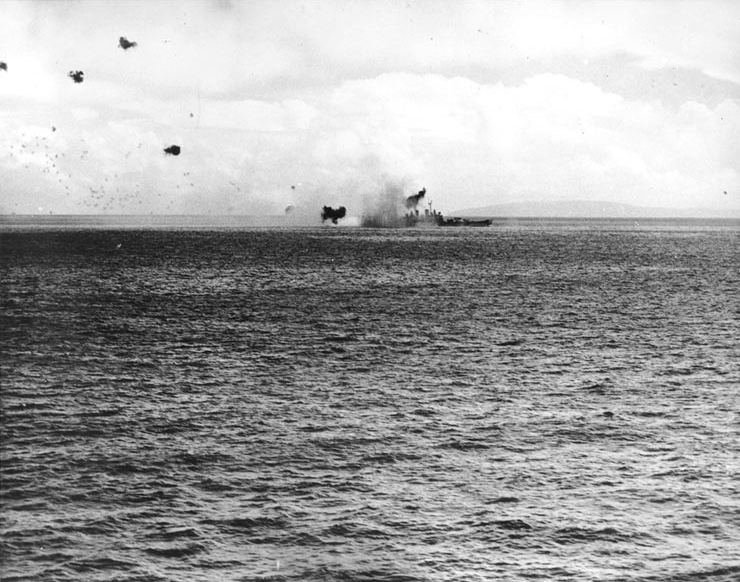
St. Louis bị một máy bay tấn công cảm tử kamikaze đánh trúng ngoài khơi đảo Leyte, 27 tháng 11 năm 1944

Trong 10 ngày tiếp theo, nó tuần tra trong vịnh Leyte và tại eo biển Surigao, đảm nhiệm vai trò phòng không bảo vệ tàu bè trong khu vực. Lúc gần giữa trưa ngày 27 tháng 11, một tốp 12-14 máy bay đối phương đã tấn công đội hình của chiếc tàu tuần dương. St. Louis thoát được trận chiến ngắn ngũi mà không bị hư hại. Một yêu cầu máy bay tuần tra chiến đấu trên không (CAP) được đưa ra, nhưng máy bay Nhật tiếp tục khống chế bầu trời. Lúc 11 giờ 30 phút, thêm 10 máy bay đối phương xuất hiện, tách thành ba nhóm tấn công 4-4-2; và đến 11 giờ 38 phút, một chiếc máy bay tấn công cảm tử kamikaze "Val" bổ nhào xuống St. Louis từ phía đuôi mạn trái, đâm vào chiếc tàu tuần dương và nổ tung cùng với quả bom mang theo. Các đám cháy bùng phát trên khu vực hầm chứa máy bay; mọi thành viên của khẩu đội 20 mm đều thiệt mạng hay bị thương. Đến 11 giờ 39 phút, một máy bay đối phương thứ hai đã bốc cháy nhào đến từ mạn trái. Bánh lái tàu được bẻ gắt sang phải, và chiếc máy bay sượt ngang tháp pháo số 4 rồi rơi cách con tàu 100 yd (91 m).
Lúc 11 giờ 46 phút, vẫn chưa có được việc tuần tra chiến đấu trên không bên trên đội hình chiếc tàu tuần dương, và đến 11 giờ 51 phút có thêm hai máy bay đối phương, cả hai đã bốc cháy, tấn công St. Louis. Chiếc thứ nhất bị bắn rơi ở phía đuôi mạn trái, còn chiếc thứ hai nhào đến từ mạn phải và rơi sát hông tàu bên mạn trái. Một đoạn đai giáp dài 20 ft (6,1 m) bị mất cùng nhiều lỗ thủng trên lườn tàu. Lúc 11 giờ 52 phút, con tàu bị nghiêng sang mạn trái; và đến 12 giờ 10 phút, một chiếc kamikaze khác tiến đến gần St. Louis, nó bị ngăn chặn khi còn cách 400 yd (370 m) về phía đuôi tàu. Mười phút sau, máy bay ném ngư lôi đối phương tiến vào vị trí tấn công. Được một chiếc PT boat cảnh báo, St. Louis né tránh được trong gang tất vũ khí chết người được phóng bởi một trong những chiếc máy bay.
Đến 12 giờ 36 phút, chiếc tàu tuần dương lấy lại được sự cân bằng. Ba mươi phút sau, mọi đám cháy được dập tắt, và công việc cứu hộ được bắt đầu. Công việc cứu chữa y tế cũng được thực hiện: 15 người thiệt mạng, một mất tích, 21 người bị thương nặng và 22 người khác bị thương nhẹ. Sang ngày 28 tháng 11, những người bị thương nặng trên St. Louis được chuyển đi, và đến ngày 30 tháng 11, nó đi vào vịnh San Pedro để được sửa chữa tạm thời, cho phép nó lên đường quay về nhà, về đến California vào cuối tháng 12.
Vào ngày 1 tháng 3 năm 1945, St. Louis rời California, và vào giữa tháng tham gia lực lượng tàu sân bay nhanh tại Ulithi. Đến cuối tháng, nó tham gia các cuộc tấn công xuống các đảo chính quốc Nhật Bản phía Nam, rồi di chuyển về phía Nam đến quần đảo Ryukyu để gia nhập Lực lượng Đặc nhiệm 54, tiến hành bắn phá Okinawa, và bảo vệ cho các tàu quét mìn cùng các đội phá hoại dưới nước quét sạch các luồng vào bãi đổ bộ. Vào ngày 31 tháng 3, nó đi đến Kerama Retto để tiếp tế, rồi quay trở lại hòn đảo chính để hỗ trợ lực lượng đổ bộ trên bãi Hagushi vào ngày 1 tháng 4.
Năm ngày sau, chiếc tàu tuần dương bảo vệ cho các tàu quét mìn ngoài khơi Iwo Jima, rồi tiếp nối vai trò bắn pháo hỗ trợ và phòng không ngoài khơi Okinawa. Vào ngày 18 tháng 5, nó rời Hagushi cho một đợt nghỉ ngơi ngắn tại Leyte, rồi đến giữa tháng 6, nó lại tiếp nối các hoạt động hỗ trợ ngoài khơi Okinawa. Đến ngày 25 tháng 7, St. Louis được điều sang Lực lượng Đặc nhiệm 95, và vào ngày 28 tháng 7, nó hỗ trợ các cuộc không kích xuống các cơ sở Nhật Bản trên chính quốc. Những đợt càn quét trên biển Đông Trung Hoa được tiếp nối, và vào đầu tháng 8 nó thả neo tại vịnh Buckner, nơi nó ở lại cho đến khi chiến sự kết thúc vào ngày 15 tháng 8.

### Sau chiến tranh
Các nhiệm vụ sau khi chiến tranh kết thúc đã giữ nó ở lại khu vực Viễn Đông thêm hai tháng rưỡi. Vào cuối tháng 8 năm 1945, đang khi ở tại Philippines, nó được phân về Lực lượng Đặc nhiệm 73 của Lực lượng Tuần tra sông Dương Tử. Sang tháng 9, cùng với các tàu chiến khác tham gia lực lượng, nó có mặt tại vịnh Buckner, và vào tháng 10, nó di chuyển đến Thượng Hải. Đến giữa tháng 10, nó giúp vào việc vận chuyển các đơn vị Quân đội Trung Quốc đến Đài Loan.
Sau đó St. Louis tham gia hạm đội "Magic Carpet" để hồi hương các cựu chiến binh trong chiến tranh quay trở về Hoa Kỳ. Nó hoàn tất chuyến đi "Magic Carpet" thứ nhất tại San Francisco vào ngày 9 tháng 11 năm 1945, và cho đến giữa tháng 1 năm 1946 đã thực hiện thêm hai chuyến khác đến các đảo ở Trung và Tây Nam Thái Bình Dương.
Đến đầu tháng 2 năm 1946, St. Louis lên đường đi sang khu vực bờ Đông Hoa Kỳ, đi đến Philadelphia vào ngày 25 tháng 2. Nó được cho xuất biên chế vào ngày 20 tháng 6 và neo đậu tại đảo League cùng với Hạm đội Dự bị cho đến hết thập niên.

### Chuyển cho Brazil
Vào đầu những năm 1950, St. Louis được chọn lựa để chuyển giao cho Chính phủ Brasil. Tên của nó được rút khỏi danh sách Đăng bạ Hải quân vào ngày 22 tháng 1 năm 1951, và đến ngày 29 tháng 1, nó được đưa vào hoạt động cùng Hải quân Brazil như là chiếc Tamandare (C-12).
Tamandare được cho ngừng hạt động vào năm 1976. Được bán để tháo dỡ bốn năm sau đó, nó bị chìm vào ngày 24 tháng 8 năm 1980 tại vùng biển Nam Phi gần mũi Hảo vọng, ở tọa độ 38°48′N 01°24′T / 38,8°N 1,4°T đang khi được kéo đến Đài Loan để tháo dỡ.

## Phần thưởng
St. Louis được tặng thưởng 11 Ngôi sao Chiến trận do thành tích phục vụ trong Chiến tranh Thế giới thứ hai.
|             |  |                                         |
| Bronze star |  | Silver star · Silver star · Bronze star |
|             |  | Bronze star                             |

| Dãi băng Hoạt động Tác chiến                                  | Đơn vị Tuyên dương Hải quân              | Huân chương Phục vụ Trung Hoa                                            |
| Huân chương Phục vụ Phòng vệ Hoa Kỳ với 1 Ngôi sao Chiến trận | Huân chương Chiến dịch Hoa Kỳ            | Huân chương Chiến dịch Châu Á-Thái Bình Dương với 11 Ngôi sao Chiến trận |
| Huân chương Chiến thắng Thế Chiến II                          | Đơn vị Tuyên dương Tổng thống Philippine | Huân chương Giải phóng Philippine (Philippine) với 1 Ngôi sao Chiến trận |